# Tmesisternus papuanus
Tmesisternus papuanus är en skalbaggsart som beskrevs av Stefan von Breuning 1942. Tmesisternus papuanus ingår i släktet Tmesisternus och familjen långhorningar. Inga underarter finns listade i Catalogue of Life.